# Martinskirche (Langenbeutingen)

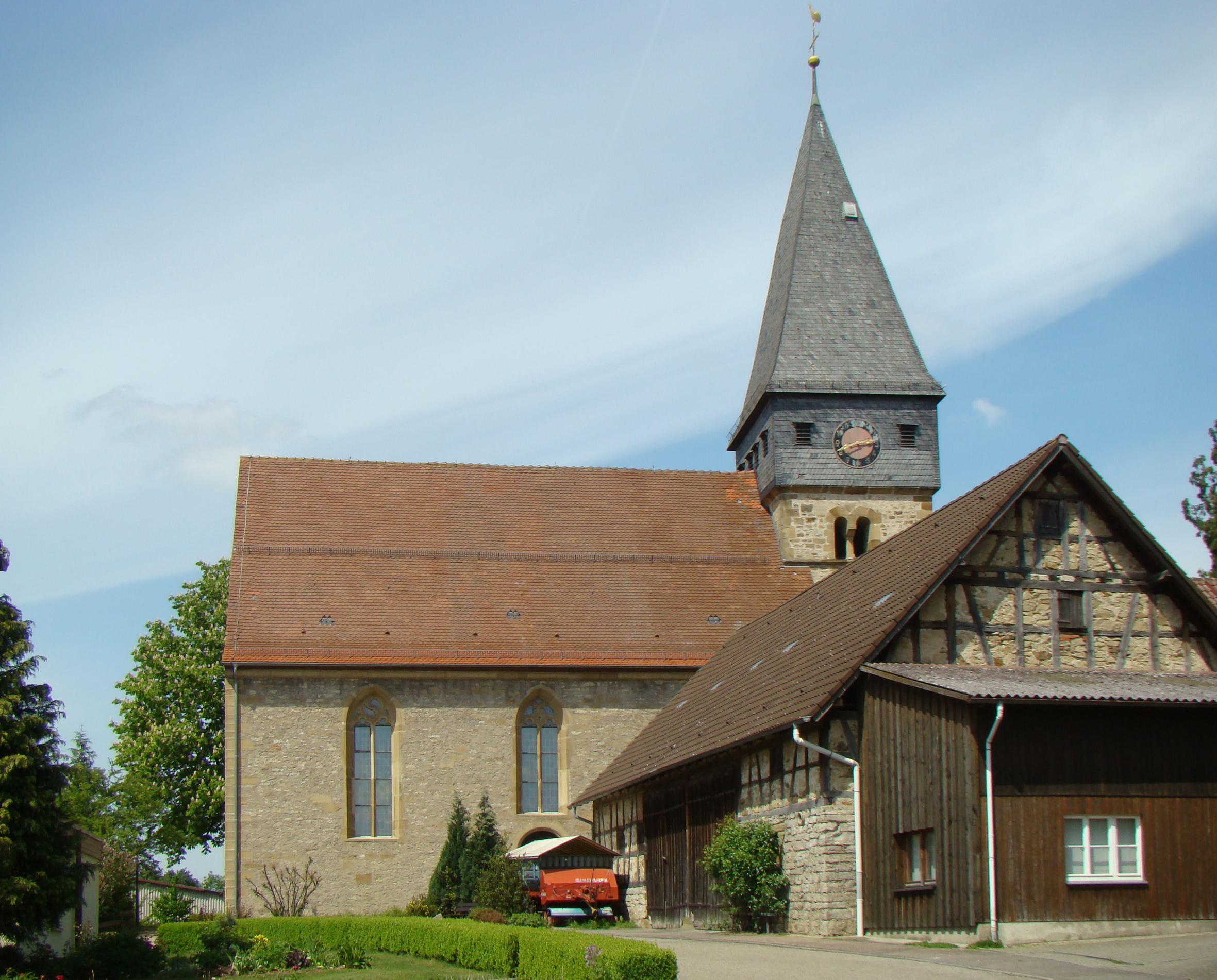
Martinskirche in Langenbeutingen

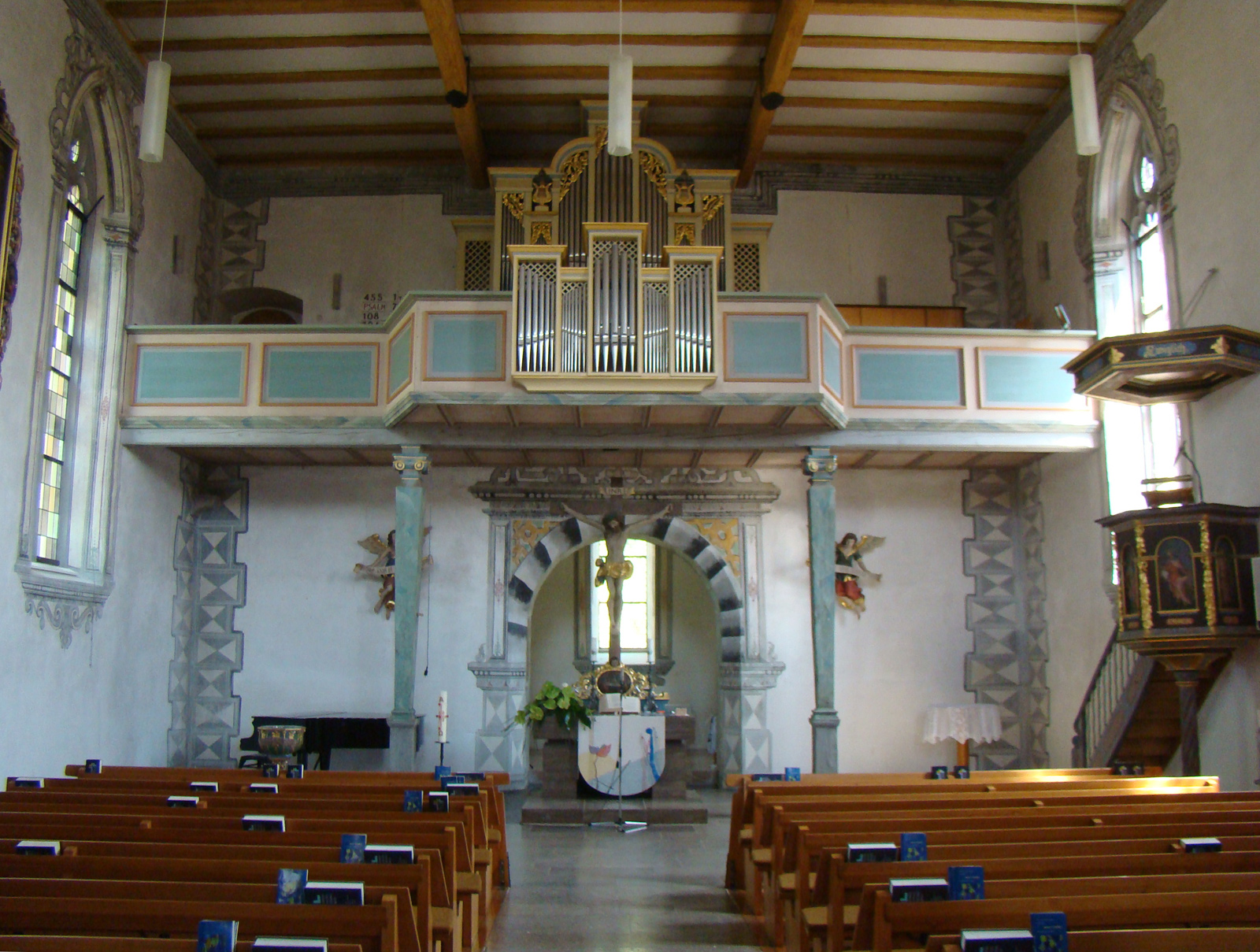
Innenansicht

Die evangelische Martinskirche steht in Langenbeutingen, einem Gemeindeteil von Langenbrettach im Landkreis Heilbronn in Baden-Württemberg. Das Bauwerk ist beim Landesamt für Denkmalpflege Baden-Württemberg als Baudenkmal eingetragen. Die Kirchengemeinde gehört zum Kirchenbezirk Weinsberg-Neuenstadt der Evangelischen Landeskirche in Württemberg.

## Beschreibung
Der Graf von Hohenlohe-Öhringen ließ 1609 durch seine Baumeister Georg Kern und Hans Kraudt das jetzige Langhaus im Westen des Chorturms bauen, von dem die unteren Geschosse des romanischen Vorgängerbaus erhalten geblieben sind. Der Chorturm wurde mit einem Geschoss aufgestockt, das die Turmuhr und den Glockenstuhl beherbergt, und mit einem spitzen Pyramidendach bedeckt. Die heutige Sakristei entspricht dem ursprünglich romanischen Chor. Im Innenraum des Langhauses wurden Emporen eingebaut.